# Криничне (Луцький район)
Крини́чне — село в Україні, у Луцькому районі Волинської області. Входить до складу Колківської селищної громади. Населення становить 515 осіб.

## Географія
Село розташоване на лівому березі річки Грушвиці, правої притоки Стиру.

## Історія
Колишня назва Лище.
12 червня 2020 року, відповідно до розпорядження Кабінету Міністрів України № 708-р «Про визначення адміністративних центрів та затвердження територій територіальних громад Волинської області», село увійшло у склад Колківської селищної громади.
19 липня 2020 року, в результаті адміністративно-територіальної реформи та ліквідації  Маневицького району, село увійшло до складу новоутвореного Луцького району.

## Населення
Згідно з переписом УРСР 1989 року чисельність наявного населення села становила 518 осіб, з яких 253 чоловіки та 265 жінок.
За переписом населення України 2001 року в селі мешкало 507 осіб.

### Мова
Розподіл населення за рідною мовою за даними перепису 2001 року:
| Мова       | Відсоток |
| ---------- | -------- |
| українська | 99,42 %  |
| російська  | 0,58 %   |

## Постаті
- Ковальов Юрій Анатолійович (1992—2015) — солдат Збройних сил України, учасник російсько-української війни 2014—2017.